# Castrum de Puig Rom
Le castrum de Puig Rom ([put͡ʃ rom] ; en catalan : Castrum visigòtic del Puig Rom) est une forteresse wisigothique située à Roses, dans la province de Gérone, en Catalogne. Elle fut découverte au milieu du XXe siècle.

## Histoire
Les fouilles, menées à partir de 1946 par les archéologues catalans Pere de Palol i Salellas (ca), Miquel Oliva i Prat (ca), Francesc Riuró i Llapart (ca) et Lluís Pericot i Garcia, ont révélé sur un abrupt dominant la mer de 230 mètres, une importante enceinte de pierres, de forme ovale, dotée d'une porte flanquée de deux tours carrées.
Lors des fouilles effectuées à l'intérieur de ce rempart, une vingtaine d'habitations ont été découvertes, ainsi que des restes de céramiques, un mobilier de bronze et de fer, des objets de verre, et une monnaie wisigothe frappée pendant le règne du roitelet Agila II, au début du VIIIe siècle. Pour Céline Martin, le matériel archéologique exhumé pourrait faire penser à un village fortifié, plutôt qu'à une forteresse uniquement conçue comme site de garnison.
Selon Pere de Palol, le castrum pourrait dater du VIIe siècle ; il est vraisemblablement abandonné dans la première moitié du VIIIe siècle, à l'époque de la conquête musulmane de la péninsule Ibérique.
Situé au pied des Pyrénées, le castrum de Puig Rom faisait partie, avec castrum Caucoliberi, castrum Vulturaria, castrum Clausuras et castrum Libiae, d'un ensemble de fortifications destinées à surveiller et à défendre l'entrée de l'Espagne wisigothique, menacée par les Francs.
En 1963, le site archéologique devient un Bé Cultural d'Interès Nacional (BCIN).

## Galerie

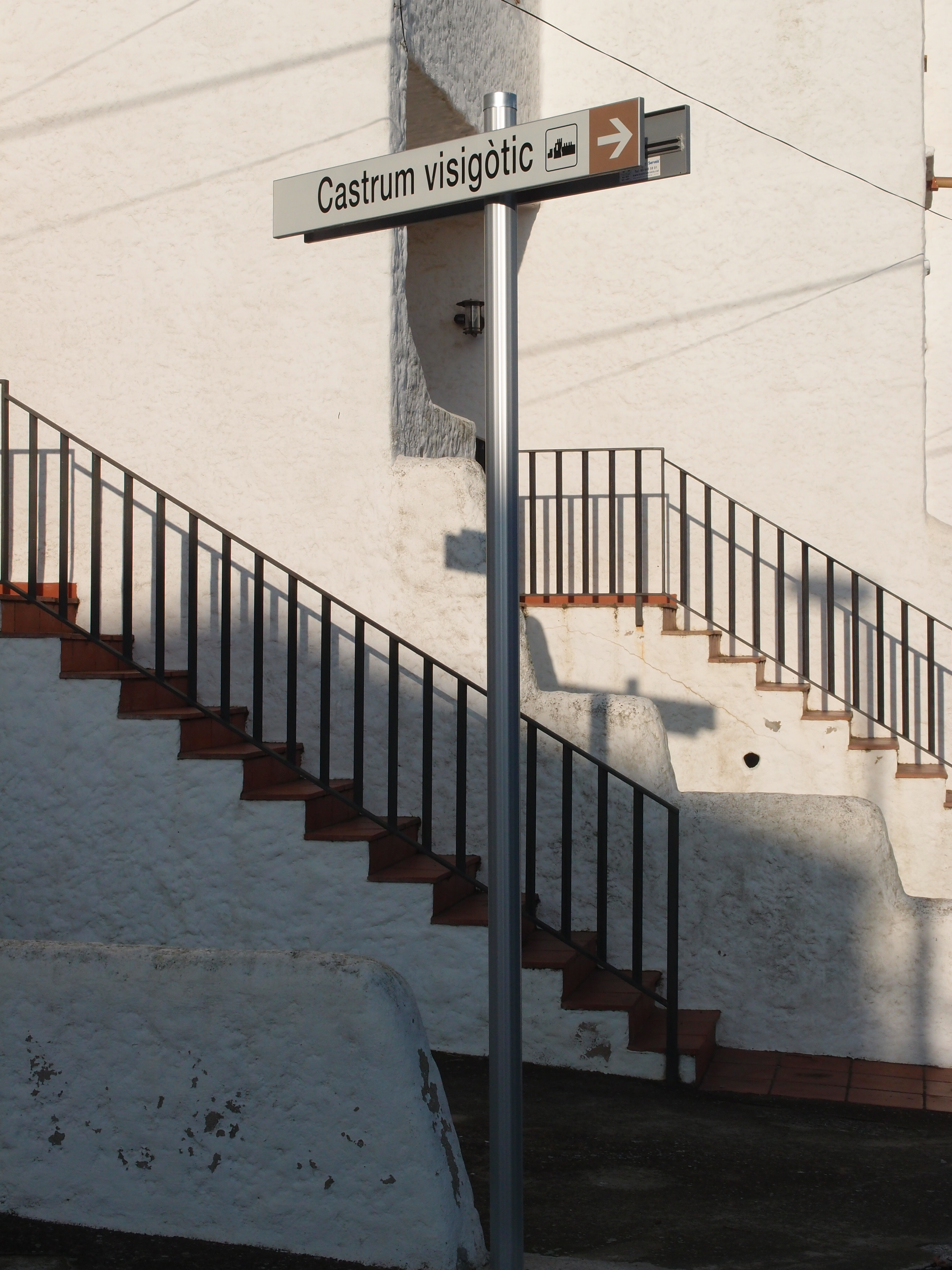
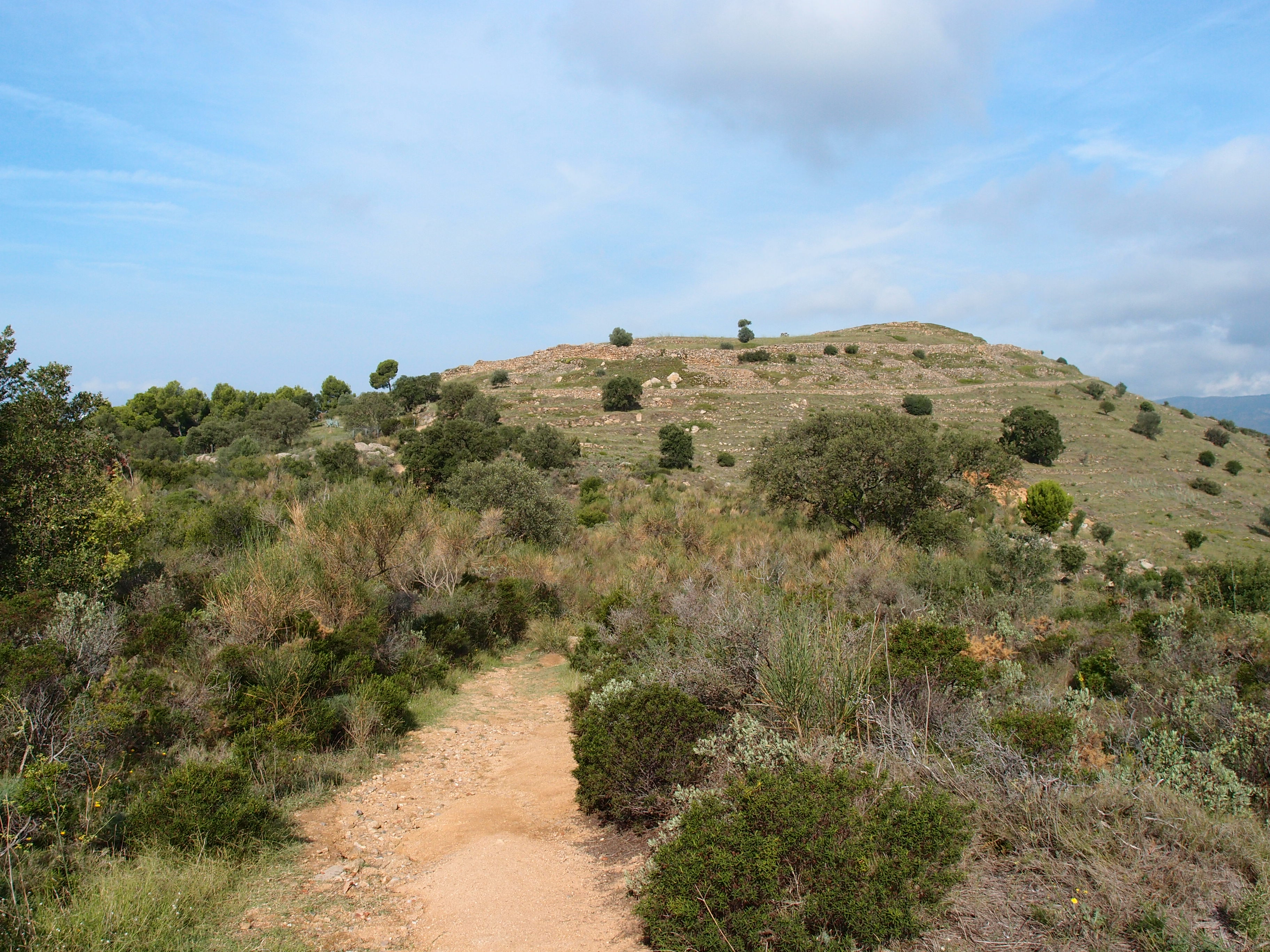
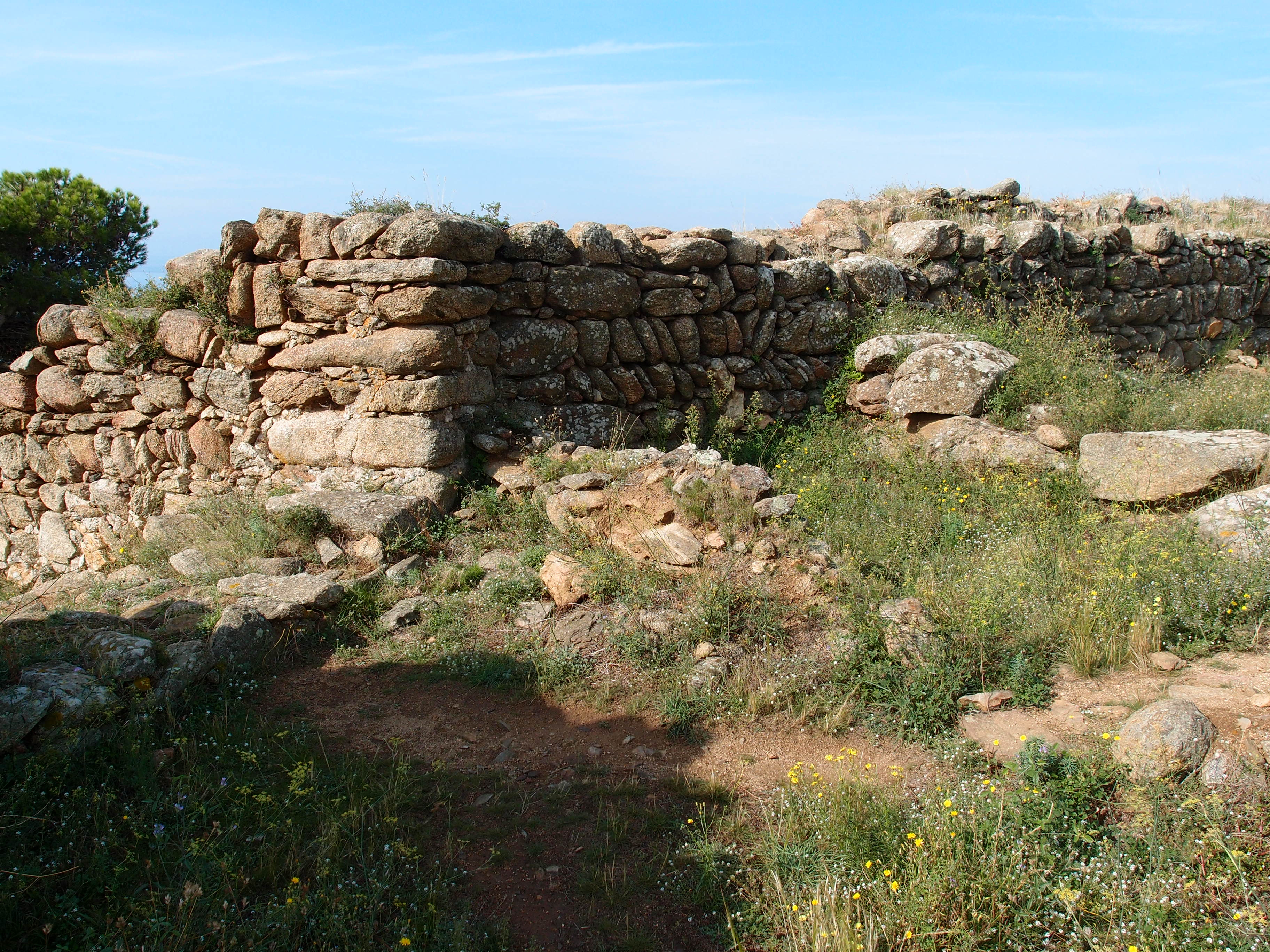
Vue de l'enceinte de pierres.
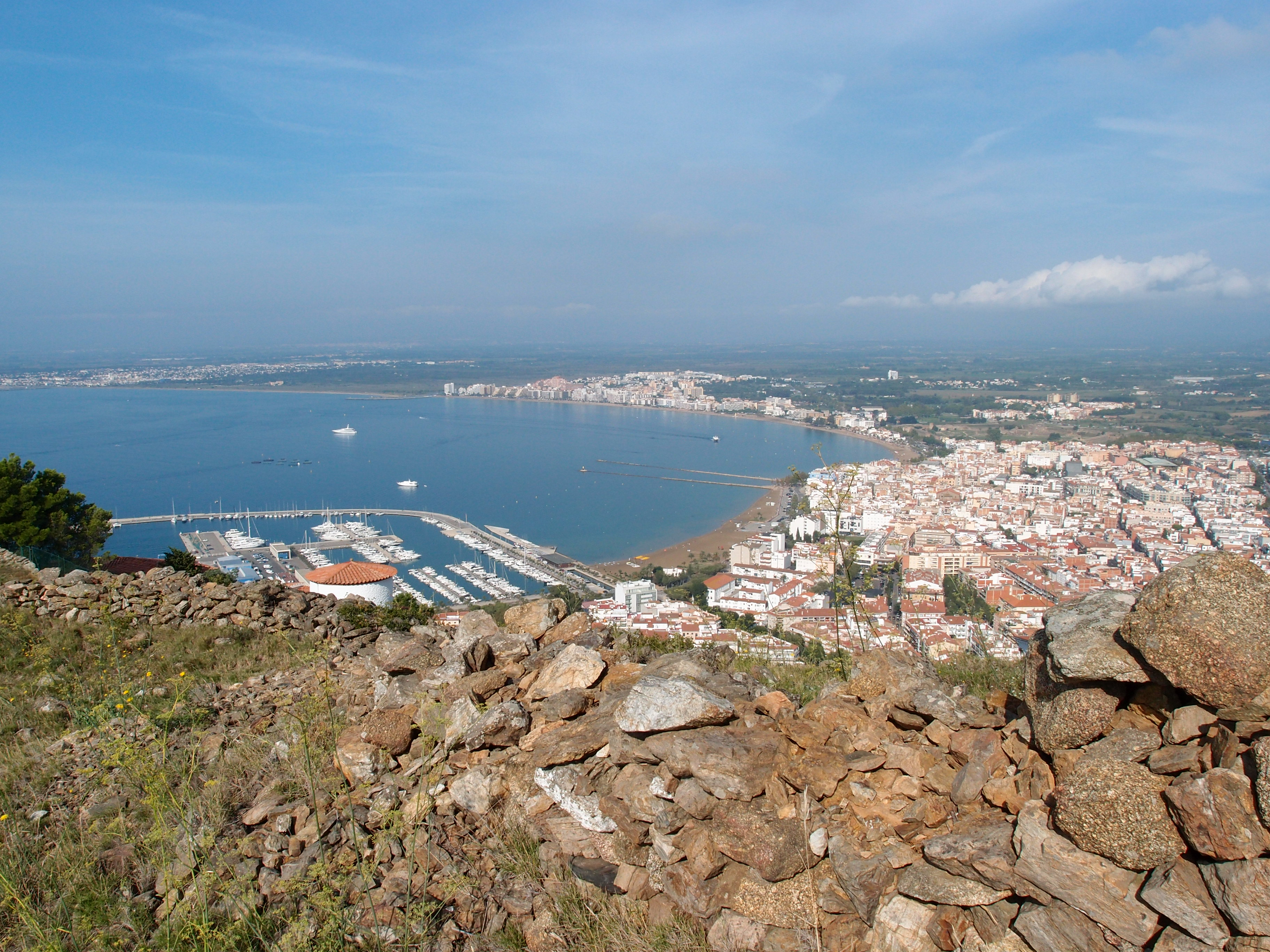
Vue de la baie de Roses depuis le castrum.